# Storkau
Storkau là một đô thị thuộc huyện Burgenland, bang Sachsen-Anhalt, Đức. Đô thị Storkau có diện tích 7,94 km², dân số thời điểm ngày 31 tháng 12 năm 2006 là 604 người.